# Ганзен, Карл Петрович
Карл Петрович Ганзен (1797—1878) — российский генерал-лейтенант, начальник инженеров Отдельного Кавказского корпуса.

## Биография
Родился 13 августа 1796 года в Лифляндской губернии. Образование получил в Главном инженерном училище, из которого выпущен в 1814 году кондуктором 2-го класса в Инженерный корпус с причислением к Рижской инженерной команде.
В 1815 году командирован в Динабургскую инженерную команду, а с 1817 года был прикомандирован к офицерским классам Главного инженерного училища для завершения курса наук, по окончании прохождения которого в 1819 году был произведён в инженер-прапорщики и состоял при Санкт-Петербургской инженерной команде и затем в Одессе в Новороссийской инженерной команде, в 1835 году получил чин подполковника.
Произведённый в 1841 году в полковники Ганзен тогда же был назначен строителем Брест-Литовского укрепления, а с 1844 года состоял для особых поручений при начальнике инженеров действующей армии.
В 1846 году Ганзен был назначен исполняющим дела начальника инженеров Отдельного Кавказского корпуса и управляющим Грузинским инженерным округом. С этого времени Ганзен постоянно принимал участие в боевых действиях на Кавказе. Так в том же 1846 году он находился в походе в Чечню, в 1848 году состоял в Дагестанском отряде и за отличие при взятии Гергебиля был произведён в генерал-майоры с утверждением в занимаемой должности. 26 ноября 1849 года Ганзен был награждён орденом св. Георгия 4-й степени (№ 8162 по кавалерскому списку Григоровича — Степанова), за кампанию 1850 года он был награждён орденом св. Станислава 1-й степени.
Во время Восточной войны Ганзен, в должности начальника инженеров Действующего на турецкой границе корпуса, находился в Гурийском отряде (в 1854 году) и затем сражался с турками в составе Александропольского отряда (в 1855 году), руководил всеми инженерными работами при осаде Карса.
В 1856 году произведён в генерал-лейтенанты и с 1858 года занимал должность начальника инженеров 1-й армии. С 1862 года состоял по запасным войскам.
Скончался Ганзен 18 февраля 1878 года, похоронен на кладбище Воскресенского Новодевичьего монастыря.